# Sadang (Sucinaraja)
Sadang is een bestuurslaag in het regentschap Garut van de provincie West-Java, Indonesië. Sadang telt 2900 inwoners (volkstelling 2010).